# Хмара Марія Семенівна
Марія Семенівна Хмара (1941, місто Горлівка Сталінської області, тепер Донецької області — 12 грудня 1983, місто Горлівка, Донецька область) — українська радянська діячка, новатор виробництва, старша апаратниця Горлівського виробничого об'єднання «Стирол» імені Серго Орджонікідзе Донецької області. Депутат Верховної Ради УРСР 10-го скликання.

## Біографія
Народилася в родині робітника.
Трудову діяльність розпочала в 1959 році різноробітницею ремонтно-будівельного цеху Горлівського азотно-тукового заводу імені Серго Орджонікідзе Сталінської області.
Освіта середня спеціальна. Без відриву від виробництва закінчила Донецький хіміко-технологічний технікум.
З 1960 до грудня 1983 року — апаратниця, старша апаратниця Горлівського виробничого об'єднання «Стирол» імені Серго Орджонікідзе Донецької області.
Померла після важкої хвороби.

## Нагороди
- орден Трудової Слави ІІ-го ст.
- орден Трудової Слави ІІІ-го ст.
- медаль «За доблесну працю. В ознаменування 100-річчя з дня народження Володимира Ілліча Леніна» (1970)